# پرودنشال فایننشل
پرودنشال فایننشل (به انگلیسی: Prudential Financial) شرکت خدمات مالی آمریکایی است، که در زمینه ارائه خدمات بیمه، مدیریت سرمایه‌گذاری، مدیریت دارایی، مدیریت صندوق‌های سرمایه‌گذاری مشترک، ارائه کلیه مزایای بازنشستگی و مبادلات اوراق بهادار، همچنین سرمایه‌گذاری در حوزه املاک و مستغلات تجاری و مسکونی فعالیت می‌نماید.
شرکت پرودنشال فایننشل در سال ۱۸۷۵ توسط سناتور جمهوری‌خواه؛ جان اف. درایدن راه‌اندازی شد و اکنون دارای عملیات در آسیا، اروپا، آمریکای لاتین و آمریکای شمالی می‌باشد و دارای صدها شرکت تابعه، زیرمجموعه و فرعی است، که دارایی‌های بخش بیمه عمر آن، به‌تنهایی بالغ بر ۲ تریلیون دلار آمریکا برآورد می‌شود.
دفتر مرکزی این شرکت در شهر نیوآرک، نیوجرزی، ایالات متحده آمریکا قرار دارد و سهام آن در بازار بورس نیویورک معامله می‌شود. شرکت پرودنشال در سال ۲۰۱۲ با درآمدی معادل ۸۴٫۴ میلیارد دلار، در فهرست فرچون ۵۰۰ رتبه ۲۹ از بزرگترین شرکت‌های ایالات متحده را به خود اختصاص داد.